# Josip Stanišić
Josip Stanišić (phát âm tiếng Croatia: [jǒsip stǎniʃitɕ], sinh ngày 2 tháng 4 năm 2000) là một cầu thủ bóng đá chuyên nghiệp hiện đang thi đấu ở vị trí hậu vệ cho câu lạc bộ tại Bundesliga là Bayern Munich. Sinh ra tại Đức, anh thi đấu cho Đội tuyển bóng đá quốc gia Croatia. Mặc dù chủ yếu là hậu vệ cánh phải, anh cũng có thể chơi ở mọi vị trí ở hàng phòng ngự.

## Sự nghiệp câu lạc bộ

### Sự nghiệp ban đầu

#### 1860 Munich
Stanišić từng thi đấu cho đội trẻ của TSV 1860 Munich tại giải hạng hai cho đến mùa hè năm 2015.

#### SC Fürstenfeldbruck
Vào lúc 15 tuổi, Stanišić gia nhập đội U-16 của SC Fürstenfeldbruck tại giải hạng sáu. Với đội B-Junior trẻ hơn của câu lạc bộ, anh là một trong những cầu thủ có thành tích tốt nhất ngay từ khi gia nhập và với tư cách là cầu thủ ghi bàn nhiều thứ hai trong đội, anh đã giúp Bruckers trở thành một trong hai đội dẫn đầu ở Giải bóng đá vô địch B-Junior quận cùng với 1. FC Garmisch-Partenkirchen. Vào tháng 5 năm 2016, khi mới bước sang tuổi 16, anh đã được triệu tập lên đội U-17. Anh cũng là một trong những cầu thủ có phong độ tốt nhất trong đội U-17 và với 2 bàn thắng trong 8 trận còn lại của mùa giải, anh đã giúp đội U-17 của SC Fürstenfeldbruck được thăng hạng từ giải khu vực lên giải cấp bang, giải trẻ B-Junior, giải hạng cao thứ ba sau Bundesliga và Bayernliga.

#### Đội trẻ Bayern Munich
Tuy nhiên, Stanišić không còn ở SC Fürstenfeldbruck vào thời điểm này vì FC Bayern Munich đã chú ý đến anh trong thời gian đó và đội U-17 đã ký hợp đồng với anh vào tháng 1 năm 2017. Sau khi gia nhập đội U-17 ở München, anh bị gãy xương mắt cá chân ở nửa sau của mùa giải khiến anh phải nghỉ thi đấu phần còn lại của mùa giải.
Vào mùa hè năm 2018, Stanišić tham gia giai đoạn chuẩn bị mùa giải cùng đội một của Bayern Munich và cũng được sử dụng trong hai trận đấu ở Klagenfurt và Philadelphia. Tuy nhiên, Stanišić vẫn tiếp tục thi đấu hàng ngày với đội A-Junior và là đội trưởng mới của đội vào mùa giải thứ hai của anh. Vào tháng 1 năm 2019, anh phải phẫu thuật háng và do vậy, anh vắng mặt vài tuần. Ở mùa giải đó cũng vậy, đội trẻ của Bayern Munich đã bỏ lỡ vòng chung kết giải vô địch Đức sau khi kết thúc ở vị trí thứ 4 và đồng thời bị loại sớm tại hai giải đấu cúp.
Anh có trận ra mắt chuyên nghiệp cho đội trẻ Bayern Munich tại 3. Liga vào ngày 26 tháng 7 năm 2019 khi vào sân thay người ở hiệp một cho Angelo Mayer trong trận chiến thắng 2–1 trên sân nhà trước KFC Uerdingen.

### Bayern Munich
Stanišić có trận ra mắt Bundesliga cho Bayern Munich trong trận hòa 1–1 trước Union Berlin vào ngày 10 tháng 4 năm 2021 và anh có tên trong đội hình xuất phát ở vị trí hậu vệ trái. Vào ngày 1 tháng 7 năm 2021, Stanišić ký hợp đồng chuyên nghiệp có thời hạn đến năm 2023 với Bayern. Sau khi gây ấn tượng với huấn luyện viên Bayern Julian Nagelsmann trong giai đoạn trước mùa giải, Stanišić vẫn ở lại đội một bất chấp ban đầu gia nhậpHeidenheim theo dạng cho mượn. Anh có tên trong đội hình xuất phát ở vị trí hậu vệ phải vào ngày 13 tháng 8 năm 2021 khi Bayern hòa 1–1 trước Borussia Mönchengladbach. Bốn ngày sau, anh một lần nữa có tên trong đội hình xuất phát khi Bayern đánh bại Borussia Dortmund với tỷ số 3–1 để giành DFL-Supercup. Vào ngày 14 tháng 9, Stanišić có trận ra mắt UEFA Champions League trong chiến thắng 3–0 trước Barcelona khi vào sân thay Niklas Süle ở phút thứ 82. Vào ngày 15 tháng 10 năm 2021, Stanišić gia hạn hợp đồng với Bayern đến năm 2025.
Vào ngày 14 tháng 5 năm 2022, Stanišić ghi bàn thắng đầu tiên cho Bayern trong trận hòa 2–2 trước Wolfsburg. Vào ngày 12 tháng 11 năm 2022, anh gia hạn hợp đồng với Bayern đến năm 2026.

#### Cho mượn tại Bayer Leverkusen
Vào ngày 20 tháng 8 năm 2023, Stanišić gia nhập câu lạc bộ Bayer Leverkusen theo dạng cho mượn một năm. Vào ngày 10 tháng 2 năm 2024, anh ghi bàn thắng đầu tiên cho Leverkusen khi ghi bàn thắng đầu tiên cho Leverkusen trong chiến thắng 3–0 trước câu lạc bộ đang cho mượn anh là Bayern Munich. Vào ngày 14 tháng 4, Bayer Leverkusen giành chức vô địch Bundesliga đầu tiên trong lịch sử đội, trong đó, anh trở thành cầu thủ thứ hai vô địch Bundesliga với hai câu lạc bộ khác nhau trong hai mùa giải liên tiếp sau August Starek vào năm 1968 và 1969. Một tuần sau, vào ngày 21 tháng 4, anh đã ghi bàn bằng một cú đánh đầu ở phút bù giờ thứ 97 trong trận hòa 1–1 trên sân khách trước Borussia Dortmund để kéo dài chuỗi trận bất bại của Leverkusen trên mọi đấu trường. Vào ngày 9 tháng 5, anh ghi một bàn thắng khác ở phút 97 trong trận hòa 2–2 trước Roma ở trận bán kết lượt về Europa League để giúp câu lạc bộ của anh vào chung kết với chiến thắng chung cuộc 4–2 và cũng như kéo dài chuỗi trận bất bại của câu lạc bộ với tổng cộng 49 trận, phá kỷ lục trước đó do Benfica thiết lập từ năm 1963 đến 1965.

## Sự nghiệp quốc tế
Stanišić mang cả quốc tịch Đức lẫn Croatia. Mặc dù từng thi đấu cho đội tuyển U-19 quốc gia Đức, Stanišić đã được Igor Bišćan gọi lên đội U-21 Croatia vào ngày 23 tháng 8 năm 2021 cho vòng loại UEFA U21 Euro 2023 gặp Azerbaijan và Phần Lan. Tuy nhiên, anh không thể ra mắt vì chấn thương. Ngay sau đó, vào ngày 20 tháng 9, Stanišić được Zlatko Dalić triệu tập lên đội tuyển quốc gia Croatia cho vòng loại Giải vô địch bóng đá thế giới 2022 gặp Síp và Slovakia. Anh ra mắt vào ngày 8 tháng 10 trong chiến thắng 3–0 trước Síp và có tên trong đội hình xuất phát trong trận đấu đó.
Vào ngày 9 tháng 11 năm 2022, Stanišić có tên trong đội hình 26 người của Dalić tham dự FIFA World Cup 2022. Anh không thi đấu cho đến khi Croatia giành chiến thắng 2–1 trong trận tranh hạng ba trước Maroc vào ngày 17 tháng 12 khi anh thay thế Josip Juranović bị chấn thương trong đội hình xuất phát.

## Đời tư
Stanišić sinh ngày 2 tháng 4 năm 2000 ở München, Đức. Cha mẹ anh là người Croatia. Cha anh tên là Damir và đến từ Malino trong khi mẹ anh là Sandra đến từ Oriovac.
Gia đình anh đến từ vùng nông thôn cách Slavonski Brod ở miền đông Croatia vài km về phía tây. Ông nội của Josip đã nhập cư ở Đức từ đó và ông đã có mối liên hệ với bóng đá mặc dù bản thân mình không thi đấu trực tiếp, nhưng ông là cựu trọng tài nghiệp dư ở Đức trong nhiều năm. Cha của Josip, Damir, được coi là một cầu thủ bóng đá tài năng và đã hoàn thành một buổi tập thử tại FC Bayern Munich khi còn là một thiếu niên, nhưng không được nhận vào đội. Cuối cùng, Damir đã không tham gia bóng đá chuyên nghiệp mà thay vào đó trở thành một thợ sửa xe. Mẹ của Josip, Sandra, là nhân viên bán hàng và anh ngoài ra cũng có một em gái.

## Thống kê sự nghiệp

### Câu lạc bộ
Tính đến 5 tháng 7 năm 2025
| Câu lạc bộ              | Mùa giải            | Giải vô địch        | Giải vô địch | Giải vô địch | Cúp quốc gia | Cúp quốc gia | Châu lục | Châu lục | Khác | Khác | Tổng cộng | Tổng cộng |
| Câu lạc bộ              | Mùa giải            | Hạng đấu            | Trận         | Bàn          | Trận         | Bàn          | Trận     | Bàn      | Trận | Bàn  | Trận      | Bàn       |
| ----------------------- | ------------------- | ------------------- | ------------ | ------------ | ------------ | ------------ | -------- | -------- | ---- | ---- | --------- | --------- |
| Bayern Munich II        | 2019–20             | 3. Liga             | 18           | 0            | —            | —            | —        | —        | —    | —    | 18        | 0         |
| Bayern Munich II        | 2020–21             | 3. Liga             | 24           | 0            | —            | —            | —        | —        | —    | —    | 24        | 0         |
| Bayern Munich II        | Tổng cộng           | Tổng cộng           | 42           | 0            | —            | —            | —        | —        | —    | —    | 42        | 0         |
| Bayern Munich           | 2020–21             | Bundesliga          | 1            | 0            | 0            | 0            | 0        | 0        | 0    | 0    | 1         | 0         |
| Bayern Munich           | 2021–22             | Bundesliga          | 13           | 1            | 1            | 0            | 2        | 0        | 1    | 0    | 17        | 1         |
| Bayern Munich           | 2022–23             | Bundesliga          | 14           | 0            | 1            | 0            | 8        | 0        | 0    | 0    | 23        | 0         |
| Bayern Munich           | 2024–25             | Bundesliga          | 14           | 0            | 1            | 0            | 6        | 0        | 5    | 0    | 26        | 0         |
| Bayern Munich           | Tổng cộng           | Tổng cộng           | 42           | 1            | 3            | 0            | 16       | 0        | 6    | 0    | 67        | 1         |
| Bayer Leverkusen (mượn) | 2023–24             | Bundesliga          | 20           | 3            | 5            | 0            | 13       | 1        | —    | —    | 38        | 4         |
| Tổng cộng sự nghiệp     | Tổng cộng sự nghiệp | Tổng cộng sự nghiệp | 104          | 4            | 8            | 0            | 29       | 1        | 6    | 0    | 147       | 5         |

1. ↑  Bao gồm DFB-Pokal
2. 1 2  Số lần ra sân tại UEFA Champions League
3. ↑  Ra sân tại DFL-Supercup
4. ↑  Số lần ra sân tại FIFA Club World Cup
5. ↑  Số lần ra sân tại UEFA Europa League

### Quốc tế
Tính đến 26 tháng 3 năm 2024
| Đội tuyển quốc gia | Năm       | Trận | Bàn |
| ------------------ | --------- | ---- | --- |
| Croatia            | 2021      | 3    | 0   |
| Croatia            | 2022      | 5    | 0   |
| Croatia            | 2023      | 8    | 0   |
| Croatia            | 2024      | 2    | 0   |
| Tổng cộng          | Tổng cộng | 18   | 0   |

## Danh hiệu

### Câu lạc bộ
Bayern Munich II
- 3. Liga: 2019–20

Bayern Munich
- Bundesliga: 2020–21,[32] 2021–22,[33] 2022–23,[34] 2024–25[35]
- Franz Beckenbauer Supercup: 2021,[36] 2022,[37] 2025[38]

Bayer Leverkusen
- Bundesliga: 2023–24[39][40]
- DFB-Pokal: 2023–24
- UEFA Europa League á quân: 2023–24

### Đội tuyển quốc gia
Croatia
- Hạng ba FIFA World Cup: 2022[28]
- Á quân UEFA Nations League: 2022–23[41]